# Грейлинг, Энтони
Энтони Клиффорд Грейлинг (англ. Anthony Clifford «A.C.» Grayling; 3 апреля 1949, Луаншья, Северная Родезия) — британский философ и гуманист, основатель и первый ректор Нового колледжа гуманитарных наук в Лондоне, автор более 30 книг по философии и гуманизму, колумнист и член правления журнала Prospect Magazine, вице-президент Британской гуманистической ассоциации, активный участник движения Брайтс.

## Биография

### Ранние годы и образование
Энтони родился и вырос в Луаншье, Северная Родезия (ныне Замбия). Первый интерес к философии он проявил в 12 лет, после того, как отыскал перевод одного из диалогов Платона — «Хармид» в местной библиотеке.
Грейлинг был третьим ребёнком в семье. Когда ему было 19, его старшая сестра Дженнифер была убита в Йоханнесбурге — её нашли заколотой в реке вскоре после женитьбы. Когда родители приехали на опознание, у матери случился сердечный приступ, и она умерла. Позже Грейлинг сказал, что он справился с горем, став трудоголиком.
По возвращении в Англию он окончил бакалавриат в Университете Сассекса, в дополнение к которому заочно получил степень бакалавра в Университете Лондона. Позже он вернулся в Сассекс, чтобы окончить магистерскую программу, а в 1981 году в Оксфорде защитил докторскую диссертацию по теме «Эпистемологический скептицизм и трансцендентальная аргументация».

### Карьера
В 1991 году Энтони получил должность в колледже Брикбек Лондонского университета (англ. Brickbeck, University of London), где в 1998 году стал лектором по философии, а в 2005 году — профессором. Он занимал этот пост вплоть до момента основания им Нового колледжа гуманитарных наук (независимого образовательного учреждения по программам высшего образования и аспирантуры) в 2011 году. Энтони Грейлинг также преподает философию в колледже святой Анны, Оксфорд.

### Общественная деятельность
Грейлинг также является членом совета правления Лондонской библиотеки и почетным членом Общества авторов, членом Королевского литературного общества и Королевского общества искусств.
Энтони Грейлинг — автор более 30 книг и множества статей по философии и гуманизму, включая такие произведения, как «Опровержение скептицизма» (англ. «The Refutation of Scepticism», 1985), «Будущее моральных ценностей» (англ. «The Future of Moral Values», 1997), «Смысл вещей: применяя философию к жизни» англ. «Meaning of Things: Applying Philosophy to Life», 2001) и «Аргумент „Бог“: факты против религии и в пользу гуманизма» (англ. «The God Argument: The Case against Religion and for Humanism», 2013).
Грейлинг часто выступает в британских университетах с лекциями, посвящёнными атеизму и гуманизму, публикует статьи и заметки в журнале «Prospect Magazine», в которых говорит о конфликтах, принуждениях и страданиях, причиняемых религией, даёт интервью и участвует в дебатах в СМИ. Он является одним из главных популяризаторов атеизма, гуманизма и секуляризма в Великобритании, его нередко называют «пятым всадником атеизма».

## Личная жизнь
Грейлинг проживает в Великобритании со своей женой, писательницей Кэти Хикман. У них есть дочь Мадлен и приёмный сын Люк, они оба обучаются в школах-интернатах. Также у Энтони Грейлинга есть 2 ребёнка от первого брака.